# Nero (Rebsorte)
Nero ist eine pilzresistente Tafeltraube aus Ungarn. Durch ihre frühe Reife und gute Frostfestigkeit ist auch der Anbau in kälteren Klimazonen möglich.

## Abstammung
EGER × Gárdonyi (Medoc noir × Csaba Gyoengye)

## Eigenschaften
Diese Rotweinsorte eignet sich auch zur Weinherstellung und wird in kleinem Umfang in den Niederlanden und Deutschland gekeltert.
Die Rebsorte hat einen starken Wuchs, reift Ende August bis Mitte September, die Trauben sind mittelgroß. Die locker sitzenden ovalen Beeren sind dunkelblau, knackig und süß im Geschmack. Nero ist tolerant gegen Echten und Falschen Mehltau, hat eine gute Frosthärte, ist leicht Stiellähme-empfindlich und neigt bei Überreife zu Fäulnis.
Die Rebsorte Nero eignet sich für den Anbau im Hausgarten. Sie ist gegen Krankheiten sehr robust, kommt daher fast ohne Pflanzenschutz aus.

## Synonyme
Synonyme 2: BG 15, Bornemissza GERGELY 15.